# Gompholobium virgatum
Gompholobium virgatum är en ärtväxtart som beskrevs av Auguste Pyramus de Candolle Gompholobium virgatum ingår i släktet Gompholobium och familjen ärtväxter.

## Underarter
Arten delas in i följande underarter:
- G. v. aspalathoides
- G. v. emarginatum
- G. v. virgatum

## Bildgalleri

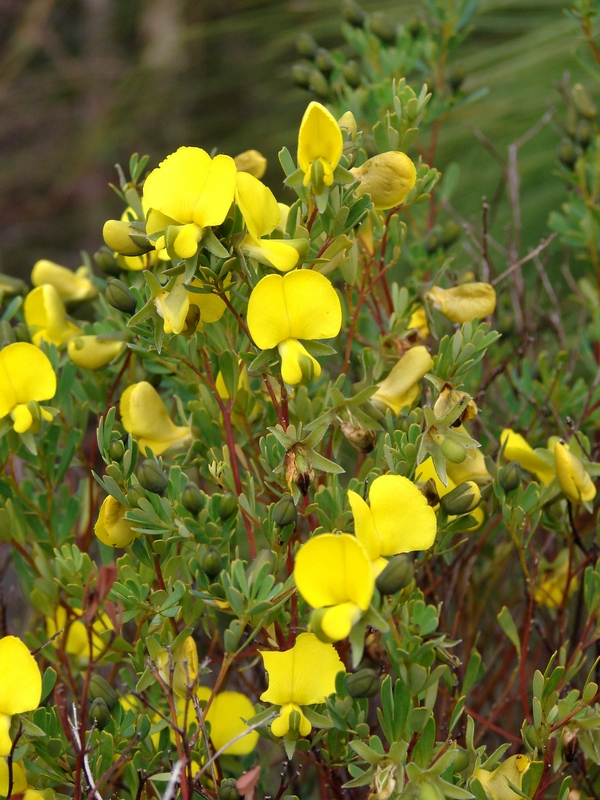
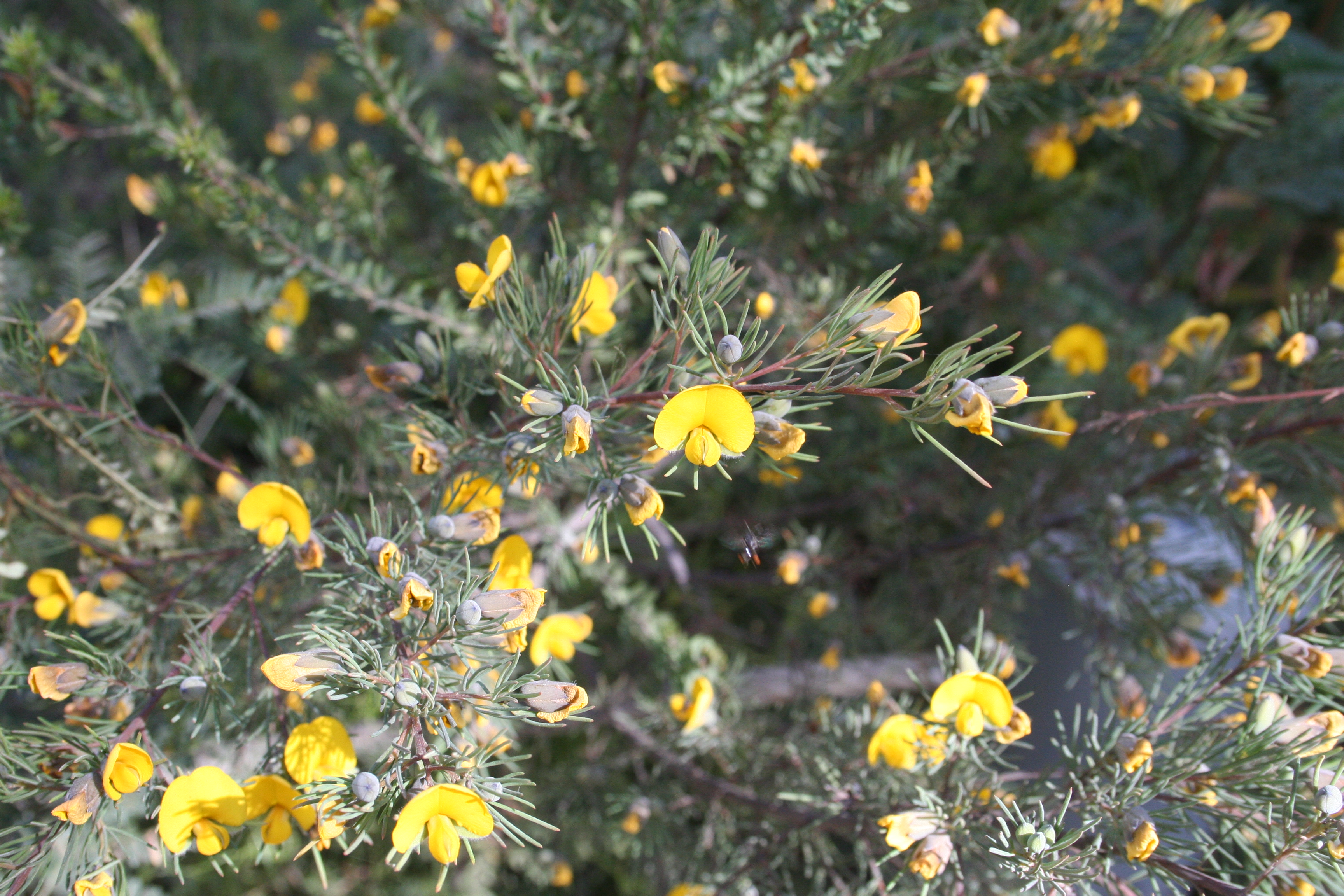